# Ciodeng
Ciodeng is een bestuurslaag in het regentschap Pandeglang van de provincie Banten, Indonesië. Ciodeng telt 2890 inwoners (volkstelling 2010).